# Красне (Чорнобильський район, Товстоліська сільрада)
Красне (Красне селище) — колишнє село в Україні Іванківського району Київської області, що знято з обліку в зв'язку з відселенням мешканців внаслідок аварії на ЧАЕС. До 1986 року входило до Чорнобильського району.
Село розміщується за 35 км від колишнього районного центру Чорнобиль, і за 3 км від колишньої залізничної станції Товстий Ліс.
Вперше згадується у джерелах 1920-х років. Вперше показане на карті 1927–1928 років як Красне селище. Карта 1935 року фіксує Красне селище як поселення на 51 двір.
Коли село отримало назву Красне, наразі не встановлено.
На межі 1970-80-х рр. у селі проживало близько 230 мешканців.
Підпорядковувалося Товстоліській сільській раді.
Напередодні аварії на ЧАЕС у селі проживало 157 мешканців, було 72 двори.
Село було виселене внаслідок сильного радіаційного забруднення 1986 року, мешканці переселені у села Гавронщина та Плахтянка Макарівського району. Село офіційно зняте з обліку 1999 року за відсутністю жителів.
Після Чорнобильської катастрофи село увійшло до 10-кілометрової зони відчуження.
Частина території села згоріла під час лісових пожеж у 2020 році.
З кінця лютого до 1 квітня 2022 року село було окуповане російськими військами.